# Holdrege (Nebraska)
Holdrege es una ciudad ubicada en el condado de Phelps en el estado estadounidense de Nebraska. En el Censo de 2010 tenía una población de 5495 habitantes y una densidad poblacional de 547 personas por km². Se encuentra pocos kilómetros al sur del río Platte, un afluente del Misuri.

## Geografía
Holdrege se encuentra ubicada en las coordenadas 40°26′22″N 99°22′33″O / 40.43944, -99.37583. Según la Oficina del Censo de los Estados Unidos, Holdrege tiene una superficie total de 10.04 km², de la cual 10 km² corresponden a tierra firme y (0.36%) 0.04 km² es agua.

## Demografía
Según el censo de 2010, había 5495 personas residiendo en Holdrege. La densidad de población era de 547,38 hab./km². De los 5495 habitantes, Holdrege estaba compuesto por el 96.74% blancos, el 0.11% eran afroamericanos, el 0.44% eran amerindios, el 0.18% eran asiáticos, el 0.04% eran isleños del Pacífico, el 1.47% eran de otras razas y el 1.02% pertenecían a dos o más razas. Del total de la población el 4.75% eran hispanos o latinos de cualquier raza.